# 建康 (东汉)
建康（144年四月—十二月）是东汉皇帝汉顺帝刘保的第五个年号。汉朝使用这个年号时间共计1年。
建康元年八月汉冲帝即位沿用。

## 改元
- 漢安三年——四月十五日，改元為建康元年。[2]
- 建康二年——正月初一日，改元為永嘉元年。[3]

## 大事記
- 建康元年——八月初六日，漢順帝駕崩，漢沖帝即位。[2][3]

## 紀年農曆對照表
表格中各月的干支即為各月的第1日，「大」表示該月有30日，「小」表示該月有29日，「閏月」表格中的中文數字表示該年為閏X月，各月初一底下的數字表示對應的西曆日期。
| 公元  | 干支 | 紀年     | 正月 | 二月 | 三月 | 四月   | 五月   | 六月   | 七月   | 八月   | 九月   | 十月   | 十一月  | 十二月   | 閏月 |
| ----- | ---- | -------- | ---- | ---- | ---- | ------ | ------ | ------ | ------ | ------ | ------ | ------ | ------- | -------- | ---- |
| 144年 | 甲申 | 建康元年 |      |      |      | 丁卯大 | 丁酉小 | 丙寅大 | 丙申小 | 乙丑大 | 乙未小 | 甲子大 | 甲午 小 | 癸亥大   | —    |
| 144年 | 甲申 | 建康元年 |      |      |      | 5/20   | 6/19   | 7/18   | 8/17   | 9/15   | 10/15  | 11/13  | 12/13   | 145/1/11 | —    |

## 参看
- 中國年號索引
- 其他时期使用的建康年号